# Hamilton, Bermuda

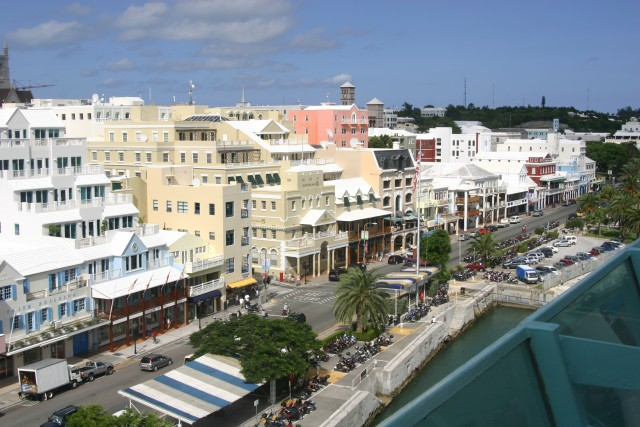
Front Street.

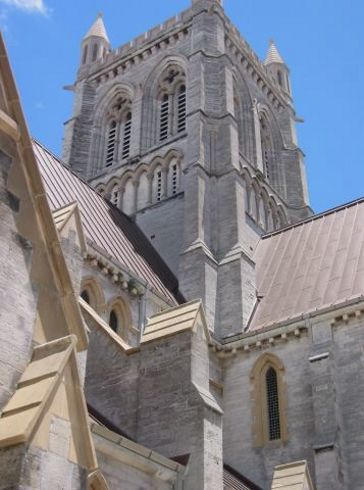
Katedralen i Hamilton.

Hamilton är huvudstad i den brittiska kolonin Bermuda i norra Atlanten.
Själva huvudstaden utgör en kommun med namnet Hamilton. Runt huvudstaden ligger församlingen Pembroke. Kommunen eller staden har cirka 969 invånare och är 0,70 km².